# Алабад-е Сандже-Баші
Алабад-е Сандже-Баші (перс. علي ابادسنجه باشي) — село в Ірані, у дегестані Бакерабад, у Центральному бахші, шахрестані Магаллат остану Марказі. За даними перепису 2006 року, його населення становило 25 осіб, що проживали у складі 6 сімей.

## Клімат
Середня річна температура становить 12,22 °C, середня максимальна – 30,63 °C, а середня мінімальна – -7,74 °C. Середня річна кількість опадів – 196 мм.
| Клімат поселення                              | Клімат поселення | Клімат поселення | Клімат поселення | Клімат поселення | Клімат поселення | Клімат поселення | Клімат поселення | Клімат поселення | Клімат поселення | Клімат поселення | Клімат поселення | Клімат поселення | Клімат поселення |
| Показник                                      | Січ.             | Лют.             | Бер.             | Квіт.            | Трав.            | Черв.            | Лип.             | Серп.            | Вер.             | Жовт.            | Лист.            | Груд.            |                  |
| Середній максимум, °C                         | 7,58             | 8,78             | 12,20            | 17,89            | 22,56            | 29,04            | 30,63            | 29,99            | 26,03            | 19,82            | 13,63            | 8,00             |                  |
| Середня температура, °C                       | −0,07            | 1,10             | 4,54             | 10,22            | 14,90            | 21,38            | 25,06            | 24,42            | 20,44            | 14,23            | 8,04             | 2,44             |                  |
| Середній мінімум, °C                          | −7,74            | −6,56            | −3,12            | 2,57             | 7,24             | 13,71            | 19,48            | 18,84            | 14,88            | 8,66             | 2,46             | −3,16            |                  |
| Норма опадів, мм                              | 32               | 31               | 37               | 25               | 17               | 2                | 2                | 1                | 0                | 7                | 17               | 25               |                  |
| Середньомісячна швидкість вітру, м/с          | 1.74             | 2.00             | 2.73             | 2.75             | 2.52             | 2.35             | 2.40             | 2.19             | 2.06             | 2.08             | 1.45             | 1.30             |                  |
| Середньомісячна сонячна радіація, кДж/м²·день | 9599             | 12933            | 15493            | 18770            | 22691            | 26796            | 25958            | 24482            | 21425            | 16037            | 11561            | 9401             |                  |
| --------------------------------------------- | ---------------- | ---------------- | ---------------- | ---------------- | ---------------- | ---------------- | ---------------- | ---------------- | ---------------- | ---------------- | ---------------- | ---------------- | ---------------- |
| Джерело:                                      |                  |                  |                  |                  |                  |                  |                  |                  |                  |                  |                  |                  |                  |